# Ivaylo Yordanov
Ivailo Stoimenov Yordanov (en búlgaro: Ивайло Йорданов; Samokov, Sofía, Bulgaria, 22 de abril de 1968) es un exfutbolista y entrenador búlgaro. Actualmente es segundo entrenador en el Lokomotiv GO. Jugaba de delantero y pasó gran parte de su carrera en el Sporting de Portugal, donde jugó más de 250 partidos oficiales y ganó dos títulos.
Fue internacional absoluto con la selección de Bulgaria durante nueve años, y representó a su nación en dos Copas Mundiales y la Eurocopa de 1996.
Yordanov comenzó su carrera en las inferiores del PFC Rilski Sportist y formó parte del primer equipo desde los 15 años.
En la temporada 1991-92, el delantero fue transferido al Sporting de Lisboa junto a su compañero Boncho Genchev. Una racha de lesiones y el diagnóstico de esclerosis múltiple en 1997 adelantó el retiro del jugador en 2001.
Luego de su retiro, comenzó su carrera como entrenador en las inferiores del Sporting. 

## Selección nacional
Yordanov fue internacional absoluto con Bulgaria en 51 encuentros, formando parte de los planteles que jugador la Copa Mundial de 1994 y 1998.
En la Copa Mundial de 1994, fue titular ante México por los octavos de final debido a la suspensión de Trifon Ivanov y Nikolay Iliev por lesión. En el encuentro asistió a Hristo Stoichkov quien anotó el empate 1-1, encuentro que Bulgaria ganaría en la tanda de penaltis.
También jugó la Eurocopa de 1996, jugando los tres encuentros de la fase de grupos.

### Participaciones en Copas Mundiales
| Copa                 | Sede           | Resultado      |
| -------------------- | -------------- | -------------- |
| Copa Mundial de 1994 | Estados Unidos | Cuarto lugar   |
| Copa Mundial de 1998 | Francia        | Fase de grupos |

### Participaciones en Eurocopas
| Copa          | Sede       | Resultado      |
| ------------- | ---------- | -------------- |
| Eurocopa 1996 | Inglaterra | Fase de grupos |

## Clubes

### Como jugador
| Club               | País     | Año       |
| ------------------ | -------- | --------- |
| Rilski Sportist    | Bulgaria | 1982-1989 |
| Lokomotiv GO       | Bulgaria | 1989-1991 |
| Sporting de Lisboa | Portugal | 1991-2001 |

### Como entrenador
| Club                                     | País     | Año       |
| ---------------------------------------- | -------- | --------- |
| Sporting de Lisboa B (Asistente)         | Portugal | 2001-2002 |
| Selección de Bulgaria (Asistente)        | Bulgaria | 2004-2005 |
| PFC Litex Lovech (Asistente)             | Bulgaria | 2010      |
| PFC Beroe Stara Zagora (Asistente)       | Bulgaria | 2015      |
| Selección de Bulgaria sub-21 (Asistente) | Bulgaria | 2019      |

## Palmarés

### Títulos nacionales
| Título           | Club               | País     | Año       |
| ---------------- | ------------------ | -------- | --------- |
| Taça de Portugal | Sporting de Lisboa | Portugal | 1994-95   |
| Primeira Liga    | Sporting de Lisboa | Portugal | 1999-2000 |

### Distinciones individuales
| Distinción                                         | Año  |
| -------------------------------------------------- | ---- |
| Máximo goleador de la Primera División de Bulgaria | 1991 |
| Máximo goleador de la Copa de Portugal             | 1995 |
| Futbolista del año en Bulgaria                     | 1998 |